# Directive PSI
 (2 mai 2020).
La directive 2003/98/CE du Parlement européen et du Conseil du 17 novembre 2003 sur la réutilisation des informations du secteur public ou Directive PSI (de l'anglais « Public Sector Information directive ») vise à fixer un ensemble minimal de règles concernant la réutilisation et les moyens pratiques destinés à faciliter la réutilisation de documents existants détenus par des organismes des États membres de l'Union européenne.
Cette directive a été transposée complètement en droit français par l'ordonnance 2005-650 du 6 juin 2005 et le décret no 2005-1755 du 30/12/2005 relative à la liberté d'accès aux documents administratifs et à la réutilisation des informations publiques, pris pour l'application de la loi no 1978-753 du 17/7/1978.
Cette directive se traduit dans les systèmes d'information publics de l'Union européenne par une plus grande diffusion d'information et de données publiques.
Au vu de l'intérêt européen pour l'« Open Data », la directive a été modifiée en 2013 par la directive 2013/37/UE. La directive est de nouveau amendée en 2019, devenant la « directive concernant les données ouvertes et la réutilisation des informations du secteur public ». Les États membres ont jusqu'au 16 juillet 2021 pour transposer la directive dans leur droit national.

## Contenu
La mise en œuvre de la directive 2003/98/CE dans les États-membres demande de disposer de normes de données pour structurer les informations publiques. Ces données de structuration sont constituées par les métadonnées.
Il faut donc employer des normes de métadonnées. Le gouvernement britannique a déjà procédé à la définition d'un e-Governement Metadata Standard (eGMS).

### Langue de mise à disposition
La langue est un élément très important dans le cadre de la politique de multilinguisme de l'Union européenne.
La directive précise :
13e considérant
Les possibilités de réutilisation peuvent être améliorées en réduisant la nécessité de numériser des documents sur papier ou de manipuler des fichiers électroniques pour les rendre mutuellement compatibles. Par conséquent, les organismes du secteur public devraient mettre leurs documents à la disposition du public dans tout format ou toute langue préexistants, si possible et s'il y a lieu sous forme électronique [...] 
Article 5, formats disponibles
Les organismes du secteur public mettent leurs documents à la disposition du public dans tout format ou toute langue préexistants, si possible et s'il y a lieu sous forme électronique. Aucune obligation n'est faite aux organismes du secteur public de créer ou d'adapter des documents pour répondre à la demande ni de fournir des extraits de documents, lorsque cela entraîne des efforts disproportionnés dépassant le stade de la simple manipulation.
Sur les dispositions législatives relatives à l'usage de la langue française, voir aussi : loi Toubon.
La langue (métadonnée) est l'un des quinze éléments du standard Dublin Core.

## Compléments